# Produto fibrado

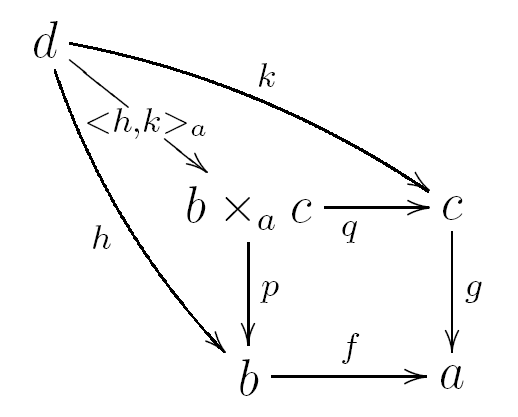
Diagrama de produto fibrado

O produto fibrado (ou pullback) é uma construção de teoria das categorias.

## Definição
Dadas duas setas {\displaystyle f:b\rightarrow a} e {\displaystyle g:c\rightarrow a}, de uma categoria C qualquer, com destino comum {\displaystyle a}, o produto fibrado de {\displaystyle (f,g)} é um objeto {\displaystyle b\times _{a}c} e duas setas {\displaystyle p:b\times _{a}c\rightarrow b} e {\displaystyle q:b\times _{a}c\rightarrow c} tal que:
1. {\displaystyle f\circ p=g\circ q}, onde {\displaystyle f\circ p,g\circ q:b\times _{a}c\rightarrow a};
2. Para qualquer outra tripla {\displaystyle (d,h:d\rightarrow b,k:d\rightarrow c)} tal que {\displaystyle g\circ k=f\circ h}, existe uma única seta {\displaystyle \langle h,k\rangle _{a}:d\rightarrow b\times _{a}c} tal que {\displaystyle p\circ \langle h,k\rangle _{a}=h} e {\displaystyle q\circ \langle h,k\rangle _{a}=k}.

Neste caso, diz-se que
{\displaystyle {\begin{matrix}b\times _{a}c&{\overset {q}{\to }}&c\\\downarrow p&&\downarrow g\\b&{\overset {f}{\to }}&a\end{matrix}}}
é quadrado de produto fibrado.
O conceito dual do produto fibrado é a soma amalgamada.
Como o produto fibrado é caso particular do limite em teoria das categorias, produtos fibrados (se existem) são únicos a menos de isomorfismo.

## Exemplo
Na categoria dos conjuntos o produto fibrado de {\displaystyle f} e {\displaystyle g} é o conjunto {\displaystyle X\times _{Z}Y=\{(x,y)\in X\times Y|f(x)=g(y)\}},
com as restrições das projeções  {\displaystyle p_{1}} e {\displaystyle p_{2}} a {\displaystyle X\times _{Z}Y}.

## Propriedade
Pullbacks podem ser concatenados. Mais precisamente, dado diagrama comutativo numa categoria qualquer
{\displaystyle {\begin{matrix}A&\to &C&\to &E\\\downarrow &&\downarrow &&\downarrow \\B&\to &D&\to &F\end{matrix}}}se os quadrados ABCD e CDEF são diagramas de produto fibrado, então o retângulo exterior ABEF também é. Ainda mais, se o retângulo exterior ABEF e o quadrado direito CDEF são diagramas de produto fibrado, então o quadrado esquerdo ABCD também é.

## Produto fibrado de família de morfismos
Há também o conceito de produto fibrado para mais de dois morfismos. Seja família {\displaystyle \{g_{i}:a_{i}\to b\}_{i\in I}} de morfismos na categoria {\displaystyle C}. Um produto fibrado (ou pullback) dessa família é um objeto {\displaystyle a\in C}, junto a outra família de morfismos {\displaystyle \{f_{i}:a\to a_{i}\}_{i\in I}} e um morfismo {\displaystyle f:a\to b}, tal que:
- {\displaystyle g_{i}\circ f_{i}=f} para qualquer índice {\displaystyle i\in I};
- para qualquer família {\displaystyle \{f'_{i}:a'\to a_{i}\}_{i\in I}} de morfismos e morfismo {\displaystyle f':a'\to b} tais que {\displaystyle g_{i}\circ f'_{i}=f'} para qualquer índice {\displaystyle i\in I}, há único morfismo {\displaystyle h:a'\to a} tal que {\displaystyle f'=f\circ h} e {\displaystyle f'_{i}=f_{i}\circ h} para cada {\displaystyle i\in I}.[3]

O morfismo {\displaystyle f:a\to b} (que só foi explicitado acima para o caso {\displaystyle I=\emptyset }) também é chamado de pullback.